# For Your Life
Pistes de Presence
Achilles Last Stand
(1) Royal Orleans
(3)
For Your Life est une chanson du groupe de rock britannique Led Zeppelin, parue sur l'album Presence en 1976. Construite autour de trois riffs distincts qui s'enchainent et se superposent durant les 6 minutes et 20 secondes du titre, elle présente la particularité d'avoir été enregistrée par le chanteur Robert Plant assis dans un fauteuil roulant.

## Composition et enregistrement
Le 4 août 1975, sur les routes grecques, Robert Plant, en vacances avec son épouse Maureen et leurs enfants, est victime d'un grave accident de voiture. Il s'en tire avec de multiples factures à la cheville et au coude et ne pourra pas remarcher avant quatre mois. Il part en convalescence en Californie où Jimmy Page le rejoint, et tous deux se mettent à l'écriture des chansons qui vont figurer sur le 7e album de Led Zeppelin.
En novembre, le groupe est à pied d'œuvre dans les studios Musicland de Munich et ne prendra que deux semaines en tout, de l'enregistrement au mixage, pour réaliser Presence. For Your Life est enregistrée dans ce contexte.  Robert Plant n'est pas remis de son accident, il doit encore se déplacer en chaise roulante, et c'est assis devant le micro qu'il délivre sa performance vocale sur ce titre.
On note aux alentours de 5:30 un bruit de reniflement accompagnant les paroles : With the fine lines of the crystal payin' through your nose (avec les fines lignes de cristal qui encombrent ton nez). Plant explique plus tard que le « venin » contenu dans son texte provient en partie de ses observations (à la suite d'un séjour de convalescence sur la côte ouest américaine juste avant de rejoindre Munich) sur l'usage excessif de cocaïne largement répandue sur la scène musicale de Los Angeles, et qui l'a détruit. Il dit aussi que son texte est en rapport avec une connaissance féminine de cette scène qui a plongé dans la drogue et à qui il dit « Gaffe » !
Jimmy Page utilise pour la première fois sur ce titre sa Fender Stratocaster « Lake Placid 1962 » bleue que Gene Parsons lui a procurée. On entend clairement l'utilisation de cet instrument à travers les riffs descendus façon bombardement avec le bras de vibrato présent sur cet instrument qu'il utilise dès le début du morceau et qui reviennent plusieurs fois. Comme dans tout l'album, Page multiplie les pistes de guitare sur cette chanson. 
Dans une interview avec le journaliste Cameron Crowe, Page décrit l'aspect très spontané de la construction de For Your Life, enchaînement de trois riffs distincts, de changements de tonalités, qui s'enchainent et se superposent.  « On l'a créée en studio, comme ça, sur place » explique-t-il,.

## Interprétation en public
La chanson n'a jamais été jouée par Led Zeppelin dans sa formation originale sur scène avant le concert donné le 10 décembre 2007 à l'O2 Arena de Londres avec Jason Bonham à la batterie où Robert Plant dit aux 20 000 heureux spectateurs (tirés au sort après une demande historique de 20 millions de billets) : « c'est la première aventure de cette chanson en public », qui s'avère à ce jour être aussi la dernière.

## Interprètes
- Robert Plant - chant
- Jimmy Page - guitare
- John Paul Jones - basse
- John Bonham - batterie

## Sources
- (en) Dave Lewis (2004) The Complete Guide to the Music of Led Zeppelin,  (ISBN 0-7119-3528-9)
- (en) Chris Welch (1998) Led Zeppelin: Dazed and Confused: The Stories Behind Every Song,  (ISBN 1-56025-818-7)
- (fr) Charles R. Cross (2009), Led Zeppelin, des ombres plus hautes que nos âmes,  (ISBN 978-2-35021-191-6)